# Hørsholm
Hørsholm este un oraș în Danemarca.